# Deuteronomos coarctata
Deuteronomos coarctata är en fjärilsart som beskrevs av Edward Alfred Cockayne 1948. Deuteronomos coarctata ingår i släktet Deuteronomos och familjen mätare. Inga underarter finns listade i Catalogue of Life.